# Краснова, Лидия Фёдоровна
Лидия Фёдоровна Краснова (урожденная баронесса фон Грюнайзен, в первом браке Бакмансон; 24 апреля (6 мая) 1870 — 23 июля 1949) — оперная певица (меццо-сопрано), солистка Большого театра (1890—1892), жена русского генерала, атамана П. Н. Краснова. Выступала под псевдонимом Александрова.

## Биография

Супруги Красновы в Бад-Наухайме, 1930-е годы

Родилась 24 апреля (6 мая) 1870 года, дочь обрусевшего немца, действительного статского советника барона фон Грюнайзена.
Была замужем за капитаном Александрином Бакмансоном, разведена. Проживала в Санкт-Петербурге.
С 1890 по 1892 годы являлась солисткой Большого театра. С 1893 года гастролировала по городам России, выступала в камерных и симфонических концертах.
30 июня (12 июля) 1896 года вышла замуж за русского генерала, атамана Всевеликого Войска Донского Петра Николаевича Краснова.
После эмиграции несколько лет жила во Франции, после чего в месте с мужем перебралась в Германию. Принимала участие в вечерах и концертах, в том числе в 1928 году в составе вокального квартета выступила на балу Союза русских писателей и журналистов.
После Второй мировой войны жила в Мюнхене, а позже переехала Миттенвальд в дом престарелых.
Умерла 23 июля 1949 года в Вальхензее, близ Мюнхена, в американской зоне оккупации.
Приходской Совет кафедрального собора Святых Новомучеников и Исповедников Российских и Святого Николая Чудотворца (Германская епархия РПЦЗ) в Мюнхене решил перенести прах Л. Ф. Красновой на русское кладбище в Висбадене (Гессен), установив на её могиле достойный памятник.
24 апреля 2010 года состоялось открытие памятной доски на месте захоронения Лидии Фёдоровны Красновой.